# 独立属格结构
在古希腊语语法中，独立属格结构是一种由分词和属格形式的的名词构成的语法结构，与拉丁语的独立离格结构十分相似。独立属格结构通常位于句子的开头，作为从属分句，其中属格名词是从句的主语，分词承担谓语的角色。
独立属格结构通常不指代主句中的任何事物，但也有诸多例外，特别是在《新约》和通用希腊语中。

## 例子
以下是一些不同时态的独立属格结构的例子。
ἔαρος
éaros
ἀρχομένου,
arkhoménou,
οἱ
hoi
Ἀθηναῖοι
Athēnaîoi
ἔπλευσαν
épleusan
εἰς
eis
Προκόννησον
Prokónnēson
“春天来临时，雅典人航行至普罗科内索斯。”
第一个例子带有现在分词，表示两个分句的事件同时发生，或者更确切地说，航行发生在春天开始的时候。
τὸν
tòn
δὲ
dè
Κῦρον
Kûron
ἦγον
êgon
ἔσω
ésō
οἱ
hoi
θεράποντες,
therápontes,
κελεύσαντος
keleúsantos
τοῦ
toû
Ἀστυάγεος
Astuágeos
“阿斯提阿格斯下令后，仆人把居鲁士领了进去。”
第二个例子带有不定过去时分词。与第一个例子不同，主句和从句的事件并非同时发生，而是主句的事件发生在从句的之后。
ἤδη
ḗdē
δ’
d’
ἐψηφισμένων
epsēphisménōn
Θετταλῶν,
Thettalôn,
...
...
ἧκεν
hêken
“既然色萨利人已经投票了……他回来了”
完成分词用于描述已经存在的情况，且在主句动词发生时仍然存在（类似英语的过去完成时）。
ὡς
hōs
πάντων
pántōn
καλῶς
kalôs
γενησομένων
genēsoménōn
“因为一切都会好起来的”
未来时分词较少用于独立属格结构中。它通常出现在助词（“鉴于”“因为”）之后。

## 其他语言中的独立结构
独立结构也出现于其他印欧语系语言中。例如古希腊语、德语和晚期拉丁语的独立宾格结构，拉丁语中的独立离格结构，哥特语和古教会斯拉夫语的独立与格结构，以及吠陀梵语的独立方位格结构。除此之外还有英语中的独立主格结构。德语中也存在一个实际上的独立属格结构，例如 klopfenden Herzens（“随着心脏的跳动”），尽管与希腊语、拉丁语和英语相比，这种独立结构使用得要少得多。